# Monte Simeone

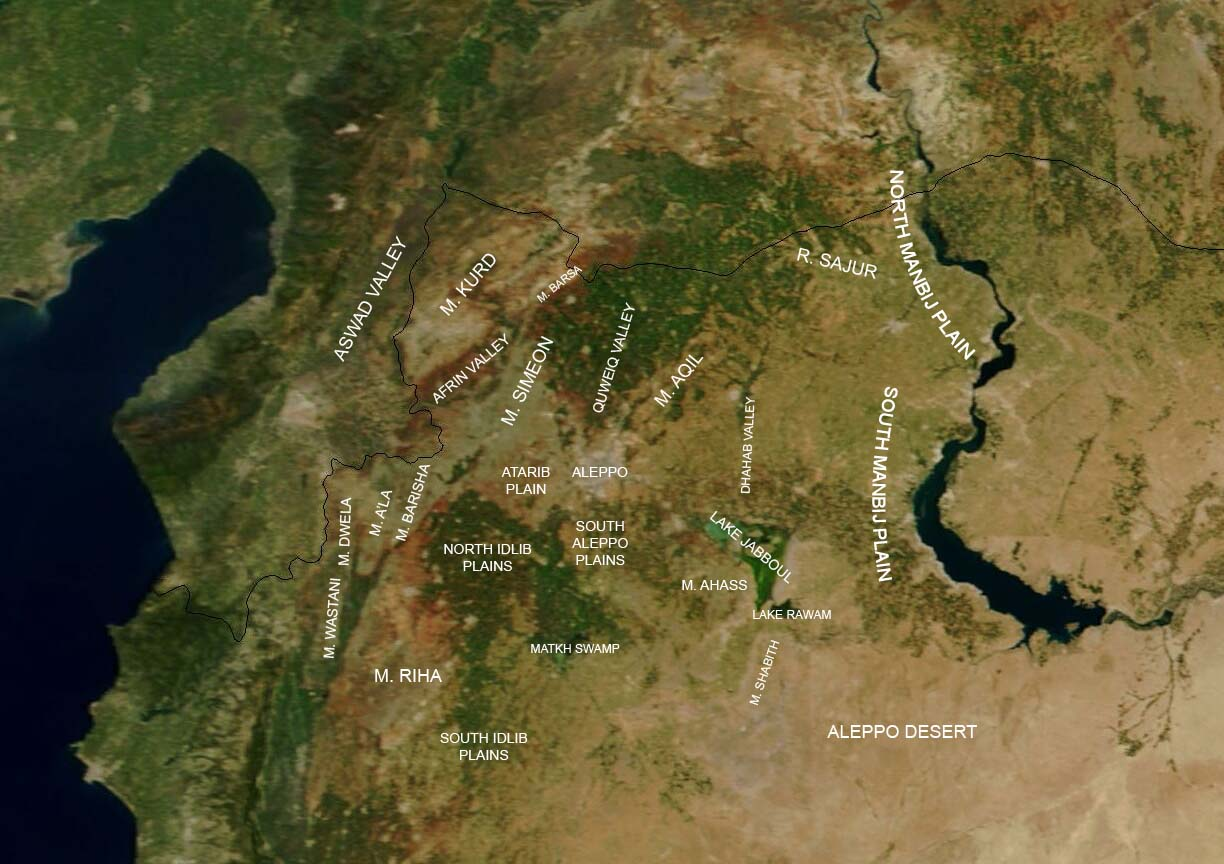
Nell'immagine i rilievi del governatorato di Aleppo, si può notare, a nord, la posizione del monte Simeone opposta ai Monti Curdi (Jabal al-Kurd)

Il monte Simeone o monte Simone (in arabo جبل سمعان‎?, Jabal Semʻān, chiamato anche monte Laylūn (in arabo جبل ليلون‎?), è una montagna nel nord della Siria. 

## Nome
Prende il nome da Simeone lo stilita che visse in un monastero sulla montagna nel V secolo. Precedentemente la montagna si chiamava monte Nebo in relazione alla divinità mesopotamica di Nabu. Il nome Laylun, più precisamente Çiyayê Lêlûn, è quello usato nella regione curda.